# Новента ди Пиаве
Новѐнта ди Пиа̀ве (на италиански: Noventa di Piave; на венециански: Noventa de Piave, Новента де Пиаве) е градче и община в Северна Италия, провинция Венеция, регион Венето. Разположено е на 3 m надморска височина. Населението на общината е 6985 души (към 2014 г.).